# Абрахамссон, Томми
Томми Абрахамссон (8 апреля 1947, Умео, Швеция) — шведский хоккеист-защитник.

## Биография
Родился 8 апреля 1947 года в Умео вместе со своим братом-близнецом Кристером. Совместно со своим братом-близнецом начал свою игровую карьеру в ХК Лександ ИФ 1964 - 1974. В 1970 году вступил в сборную Швеции, на два года позже своего брата-близнеца. Участник ЧМЕ 1970-1974 (41 матч, 6 + 7), ЗОИ 1972 (6 матчей, 1 + 1). В 1970 и 1973 гг. стал вторым призёром чемпионатов мира и Европы, в 1971, 1972 и 1974 гг. стал третьим призёром. На чемпионатах мира забил 7 шайб. В 1974 году стал играть в ХК Нью-Ингленд Уэйлерс(1974 - 1977), где провёл 203 матча, 28 + 67. В Кубке АВКО  провел 21 матч, 2+7.  Сезон 1980 - 81 в НХЛ Хартфорд Уэйлерс 32 игры, 6 + 11. 

1977 - 80 Лександ ИФ.
1980 - 81 Binghamton (AHL)

1981 - 82 Тимро

1982 - 83 Тимро(2 лига)

Отличался своей жёсткостью, расчётливостью и спокойствием. В 1972 году представлял Швецию на Зимних Олимпийских играх. В 1983 году завершил свою спортивную карьеру.